# Dirty Dancing
Dirty Dancing —titulada Baile caliente en México y Argentina, Bailando suave en Cuba y Dirty Dancing, el baile atrevido en Chile— es una película dramática romántica estadounidense de 1987 escrita por Eleanor Bergstein, producida por Linda Gottlieb y dirigida por Emile Ardolino. Protagonizada por Patrick Swayze y Jennifer Grey, cuenta la historia de Frances «Baby» Houseman, una joven que se enamora del profesor de baile Johnny Castle —Swayze— en un centro vacacional. 
Tiene una calificación de mayores de 14 años. La película se basó en la propia infancia de la guionista Bergstein. Originalmente escribió un guion para la película de Michael Douglas It's My Turn, pero finalmente terminó concibiendo una historia para una película que se convirtió en Dirty Dancing. Terminó el guion en 1985, pero los cambios de dirección en Metro-Goldwyn-Mayer pusieron la película en un infierno de desarrollo. La productora se cambió a Vestron Pictures con Emile Ardolino como director y Linda Gottlieb como productora. El rodaje tuvo lugar en Lake Lure, Carolina del Norte, y Mountain Lake, Virginia, con la partitura de la película compuesta por John Morris y la coreografía de baile de Kenny Ortega.
Dirty Dancing se estrenó en el Festival de Cine de Cannes el 12 de mayo de 1987 y se estrenó el 21 de agosto en los Estados Unidos, recaudó más de US$214 millones en todo el mundo y fue la primera película en vender más de un millón de copias para video casero. Obtuvo críticas positivas, quienes elogiaron particularmente las actuaciones de Gray y Swayze, y su banda sonora, creada por Jimmy Ienner, generó dos álbumes multiplatino y varios sencillos. «(I've Had) The Time of My Life», interpretada por Bill Medley y Jennifer Warnes, ganó el Premio de la Academia a la Mejor Canción Original, el Globo de Oro a la Mejor Canción Original y el Premio Grammy a la Mejor Interpretación Pop por un Dúo o Grupo con Voz.
La popularidad de la película condujo a una precuela de 2004, Dirty Dancing: Havana Nights, y una versión teatral que ha tenido presentaciones con entradas agotadas en Australia, Europa y América del Norte. En 2017 también se lanzó una nueva versión hecha para televisión. Está programada una secuela en verano de 2025, con Grey retomando su papel.

## Trama
En el verano de 1963, Frances «Baby» Houseman, de 17 años, está de vacaciones con sus padres, el Doctor Jake Houseman, su esposa Marjorie Houseman, y su hermana mayor Lisa en Kellerman's, un resort de lujo en Catskills en Borscht Belt, propiedad de Max Kellerman, el mejor amigo sarcástico y paciente del Doctor Jake. Explorando una noche, Baby observa en secreto a Max instruyendo a los camareros, todos estudiantes de la Ivy League, para enamorar a las hijas de los visitantes, sin importar cuán poco atractivas sean. Durante la charla, Max también degrada al personal de entretenimiento de la clase trabajadora del lugar, incluido Johnny Castle, uno de los instructores de baile. Baby se siente atraída por Johnny y baila brevemente con él después de que su bondadoso primo Billy, los presenta en una fiesta secreta de «baile sucio» para el personal del resort. Mientras tanto, el nieto de Max, Neil, intenta coquetear con Baby.
Días más tarde, cuando Baby va a la cocina del resort en la noche, se entera de que la pareja de baile de Johnny, Penny Jhonson está embarazada de Robbie, un mesero y mujeriego que asiste a la Escuela de Medicina de Yale y ahora tiene a Lisa en la mira. Cuando Robbie se niega a ayudar a Penny, Baby, sin explicar por qué, pide dinero prestado a su padre para pagar el aborto de Penny. Al principio, Penny se niega, ya que ella y Johnny temen perder una presentación de baile en un centro turístico cercano, lo que les costaría el salario de la temporada, pero Baby se ofrece como voluntaria para reemplazar a Penny a lo que ella acepta. Durante sus sesiones de baile con Johnny, ambos desarrollan una atracción mutua y cuando llega el día de la presentación, a pesar de que no logran ejecutar un levantamiento culminante, la actuación de Johnny y Baby tiene éxito.
De vuelta en Kellerman's, Penny resulta gravemente herida por el aborto fallido, y Baby solicita la ayuda de su padre para estabilizar a Penny. Enojado por el engaño de Baby, y asumiendo que Johnny dejó embarazada a Penny, el Dr. Houseman le ordena a Baby que se mantenga alejado de ellos. Al rato, Baby se escapa para disculparse con Johnny por el trato de su padre, pero él siente que se lo merece debido a su estatus inferior, sin embargo Baby le asegura su valor, declarándole su amor. Después, empiezan a verse en secreto y su padre se niega a hablar con ella.
Entre tanto, Johnny rechaza una propuesta indecente de Vivian Pressman, una esposa adúltera, que en cambio se acuesta con Robbie, frustrando sin darse cuenta el plan de Lisa de perder su virginidad con él. A la mañana siguiente, cuando Vivian ve a Baby saliendo de la cabaña de Johnny, se siente despreciada e intenta vengarse de Johnny alegando que le robó la billetera de su esposo. Cuando Max se entera de lo sucedido, está listo para despedir a Johnny, pero Baby respalda su coartada y revela que estaba con Johnny la noche del robo. Entre tanto, los verdaderos ladrones, Sydney y Sylvia Schumacher, son atrapados y de paso descubrieron que ya venían robando en otros resorts, pero aun así Johnny es despedido por tener una relación con Baby. Antes de irse, Johnny intenta hablar con el Dr. Houseman, que se niega a escucharlo. Baby luego se disculpa con su padre por mentir, pero no por su romance con Johnny, y luego lo acusa de clasismo.
En la clausura de temporada, el Dr. Houseman le da a Robbie una carta de recomendación para la Facultad de Medicina, pero cuando Robbie admite que dejó embarazada a Penny y luego la insulta a ella y a Baby, el Dr. Houseman le retira la carta disgustado por los comentarios desobligantes de él. Esa noche, Johnny llega al resort e interrumpe la canción final subiendo a Baby al escenario declarando que ella lo ha convertido en una mejor persona, y luego realizan el baile que practicaron durante todo el verano, que termina con un exitoso levantamiento culminante. Finalmente, el Dr. Houseman admite que estaba equivocado acerca de Johnny y se reconcilia con Baby, y todo el personal y los invitados se unen a Baby y Johnny bailando «(I've Had) The Time of My Life».

## Reparto
- Jennifer Grey como Frances «Baby» Houseman
- Patrick Swayze como Johnny Castle
- Max Cantor como Robbie Gould
- Charles Coles como Tito Suarez
- Neal Jones como Billy Kostecki
- Cynthia Rhodes como Penny Johnson
- Jack Weston como Max Kellerman
- Lonny Price como Neil Kellerman
- Jerry Orbach como Jake Houseman
- Jane Brucker como Lisa Houseman
- Kelly Bishop como Marjorie Houseman
- Miranda Garrison como Vivian Pressman
- Garry Goodrow como Moe Pressman
- Paula Trueman como Sylvia Schumacher
- Alvin Myerovich como Sydney Schumacher
- Wayne Knight como Stan

Bruce Morrow aparece en un cameo como mago; se podía escuchar al propio Morrow como la voz de un DJ en diferentes partes de la película. Emile Ardolino y Matthew Broderick —quien estaba saliendo con Gray en ese momento y coprotagonizó con ella en Ferris Bueller's Day Off— tienen cameos.

## Banda sonora
Los ensayos para el baile y algunas filmaciones utilizaron música de la colección personal de discos de gramófono de Bergstein. Cuando llegó el momento de seleccionar la música real para la película, Vestron eligió a Jimmy Ienner como supervisor musical. Ienner, que anteriormente había producido álbumes y canciones para John Lennon y Three Dog Night, optó por quedarse con gran parte de la música que ya se había utilizado durante el rodaje y obtuvo licencias para las canciones de la colección de Bergstein. También reclutó a Swayze para cantar la nueva canción «She's Like the Wind». Swayze había escrito la canción unos años antes con Stacy Widelitz, originalmente con la intención de que se usara en la película Grandview, U.S.A. (1984).
John Morris compuso la partitura de la película. La letra de la canción de los Kellerman que cierra el concurso de talentos se escribió específicamente para la película y se cantó con la melodía de «Annie Lisle», un tema de uso común para las alma maters escolares. Kenny Ortega y su asistente Miranda Garrison eligieron la canción para el final revisando una caja entera de cintas, escuchando cada una. Según Ortega, literalmente, la última cinta que escucharon tenía «(I've Had) The Time of My Life», que vieron como la elección obvia. Ienner luego insistió en que Bill Medley y Jennifer Warnes la grabaran. La canción ganó el premio Grammy de 1988 a la mejor interpretación pop de un dúo o grupo, un premio de la Academia a la mejor canción original y el premio Globo de Oro a la mejor canción original.
La banda sonora de la película inició un renacimiento de la música antigua, y la demanda del álbum tomó a RCA Records por sorpresa. El álbum Dirty Dancing pasó 18 semanas en el número uno en las listas de ventas de álbumes Billboard 200 y obtuvo el platino 14 veces, vendiendo más de 32 millones de copias en todo el mundo. Generó un álbum multiplatino de seguimiento en febrero de 1988, titulado More Dirty Dancing.
Las canciones del álbum que aparecieron en las listas incluyeron:
- «(I've Had) The Time of My Life», interpretada por Bill Medley y Jennifer Warnes, compuesta por Franke Previte, John deNicola y Donald Markowitz, esta canción alcanzó el número 1 en las listas de éxitos.[19]
- «She's Like the Wind», interpretada por el actor principal Patrick Swayze, compuesta por Swayze y Stacy Widelitz; esta canción alcanzó el puesto número 3 en 1988.
- «Hungry Eyes», interpretada por Eric Carmen, compuesta por Franke Previte y John deNicola; esta canción alcanzó el puesto número 4 en 1988.
- «Yes», interpretada por Merry Clayton, compuesta por Neal Cavanaugh, Terry Fryer y Tom Graf; esta canción alcanzó el puesto 45 en 1988.

Además, el resurgimiento de la popularidad de los clásicos contenidos en la película condujo a un relanzamiento del sencillo de The Contours «Do You Love Me». Dicha canción apareció en la película pero se omitió de la banda sonora original; se incluyó en More Dirty Dancing. Al ser relanzado, «Do You Love Me» se convirtió nuevamente en un éxito sorpresa, esta vez alcanzando el puesto número 11 —originalmente llegó al número 3 en 1962—.

### Lista de canciones
| Edición de 1987 |                                  |                                  |          |  |
| N.º             | Título                           | Música                           | Duración |  |
| 1.              | «(I've Had) The Time of My Life» | Bill Medley, Jennifer Warnes     | 4:50     |  |
| 2.              | «Be My Baby»                     | The Ronettes                     | 2:37     |  |
| 3.              | «She's Like the Wind»            | Patrick Swayze                   | 3:53     |  |
| 4.              | «Hungry Eyes»                    | Eric Carmen                      | 4:06     |  |
| 5.              | «Stay»                           | Maurice Williams and the Zodiacs | 1:34     |  |
| 6.              | «Yes»                            | Merry Clayton                    | 3:15     |  |
| 7.              | «You Don't Own Me»               | The Blow Monkeys                 | 2:59     |  |
| 8.              | «Hey! Baby»                      | Bruce Channel                    | 2:21     |  |
| 9.              | «Overload»                       | Alfie Zappacosta                 | 3:39     |  |
| 10.             | «Love Is Strange»                | Mickey & Sylvia                  | 2:52     |  |
| 11.             | «Where Are You Tonight?»         | Tom Johnston                     | 3:59     |  |
| 12.             | «In the Still of the Night»      | The Five Satins                  | 3:03     |  |

El álbum Dirty Dancing ocupó el puesto número uno en la lista de álbumes de Billboard durante más de cuatro meses. Hasta julio de 2022, el álbum Dirty Dancing ha vendido más de 14 millones de copias. La actriz Jane Brucker escribió la canción «Hula Hana», que interpretó en su papel de Lisa en la escena del ensayo del espectáculo.

## Producción

### Preproducción
Dirty Dancing se basa en gran parte en la propia infancia de la guionista Eleanor Bergstein: es la hija menor de un médico judío de Nueva York y había pasado los veranos con su familia en Catskills, donde participó en los concursos de «baile sucio»; ella también fue apodada «Baby» cuando era niña. En 1980, Bergstein escribió un guion para la película de Michael Douglas, It's My Turn; sin embargo, los productores eliminaron una escena de baile erótico del guion, lo que la llevó a concebir una nueva historia que se inspiró en sus competencias de baile juvenil. En 1984, le presentó la idea a la ejecutiva de Metro-Goldwyn-Mayer —MGM—, Eileen Miselle, a quien le gustó y unió a Bergstein con la productora Linda Gottlieb. Ambientaron la película en 1963, con el personaje de Baby basado en la propia vida de Bergstein y el personaje de Johnny basado en las historias de Michael Terrace, un instructor de baile a quien Bergstein conoció en Catskills en 1985 mientras investigaba la historia. Terminó el guion en noviembre de 1985, pero los cambios de dirección en MGM pusieron el guion en un vuelco o limbo.
Bergstein entregó el guion a otros estudios, pero fue rechazada repetidamente hasta que se lo llevó a Vestron Pictures. Mientras perfeccionaba su discurso ante Vestron, Gottlieb acordó reducir el presupuesto propuesto a la mitad. Bergstein y Gottlieb luego eligieron a Emile Ardolino como director de la película; Ardolino nunca había dirigido un largometraje, pero estaba extremadamente apasionado por el proyecto después de leer el guion mientras estaba como jurado. El equipo de Gottlieb, Bergstein y Ardolino luego presentó su visión de la película al presidente de Vestron, Jon Peisinger, y al vicepresidente de producción de la compañía, Mitchell Cannold. Al final de la reunión, Peisinger había dado luz verde al proyecto para convertirse en la primera producción cinematográfica de Vestron. La película aprobada fue presupuestada en la cantidad relativamente baja de US$5 millones, en un momento en que el costo promedio de una película era de US$12 millones.
Como coreógrafo, Bergstein eligió a Kenny Ortega, quien había sido entrenado por Gene Kelly. Como ubicación, no encontraron nada adecuado en Catskills —ya que muchos de los centros turísticos de Borscht Belt se habían cerrado en ese momento—, por lo que decidieron una combinación de dos ubicaciones: Lake Lure, Carolina del Norte, y Mountain Lake Hotel cerca de Pembroke, Virginia, y con una cuidadosa edición hizo que pareciera que todos los disparos se realizaron en la misma área.

### Elenco
El director Ardolino insistió en que eligieran bailarines, como Swayze, que también pudieran actuar, ya que no quería usar el método «suplente» que se había usado con Flashdance (1983).
Para la protagonista femenina de Frances «Baby» Houseman, se consideraron Winona Ryder, Sarah Jessica Parker y Sharon Stone. Bergstein eligió a Jennifer Grey, de 26 años, hija del actor y bailarín ganador del Oscar Joel Grey —por ejemplo, de la película Cabaret (1972)—. Gray recibió un pago de US$50 000 por su papel. Luego, los productores buscaron un protagonista masculino, considerando inicialmente a Billy Zane, de 20 años, aunque las pruebas de pantalla iniciales cuando se asoció con Grey no cumplieron con las expectativas. Val Kilmer y Benicio del Toro también fueron considerados para Johnny. La siguiente elección fue Patrick Swayze, de 34 años, que apareció en Grandview, U.S.A. (1984) y coprotagonizó con Grey en Red Dawn (1984). Era un bailarín experimentado, con experiencia en el Joffrey Ballet. Los productores estaban encantados con él, pero su currículum decía «No bailar» después de una lesión en la rodilla. Sin embargo, Swayze leyó el guion, le gustó el personaje de varios niveles de Johnny y aceptó el papel de todos modos. Después de esto, la herencia de Johnny pasó de ser italiana a irlandesa. Gray inicialmente no estaba contento con la elección, ya que ella y Swayze tenían dificultades para llevarse bien en Red Dawn, pero cuando hicieron su prueba de pantalla de baile, la química entre ellos era obvia. Bergstein lo describió como «impresionante». Otras opciones de reparto fueron el actor de Broadway Jerry Orbach como el Dr. Jake Houseman, el padre de Baby; y Jane Brucker como Lisa Houseman, su hermana mayor.
Bergstein, como escritora de la película, también intentó elegir a su amiga, la terapeuta sexual Dra. Ruth Westheimer, para interpretar a la Sra. Schumacher —y a Joel Grey como el esposo de la Dra. Ruth—. Sin embargo, Westheimer se retractó cuando supo que el papel la involucraba interpretando a una ladrona. En cambio, el papel fue para Paula Trueman, de 89 años.
Otro papel fue para el amigo de Bergstein, la personalidad de la radio de Nueva York «Cousin Brucie» Morrow. Inicialmente quería que interpretara al director social, pero luego le pidió que hiciera el papel del mago. Se podía escuchar al propio Morrow en diferentes partes de la película como DJ del área de Nueva York —en el momento en que se ambientaba la película, trabajaba en WABC, una de las 40 estaciones principales— y se desempeñaba como consultor de música de época. El papel del director social fue para el entonces desconocido Wayne Knight —más tarde de la fama de Seinfeld y 3rd Rock from the Sun—.
El papel de la madre de Baby se le dio originalmente a Lynne Lipton, quien es visible brevemente al principio, cuando la familia Houseman se detiene por primera vez en Kellerman's —ella está en el asiento delantero durante unos segundos; su cabello rubio es la única indicación—, pero se enfermó durante la primera semana de rodaje y fue reemplazada por la actriz Kelly Bishop, que ya había sido elegida para interpretar a la invitada del resort Vivian Pressman. Bishop asumió el papel de la Sra. Houseman, y la coreógrafa asistente de la película, Miranda Garrison, asumió el papel de Vivian.

### Rodaje.

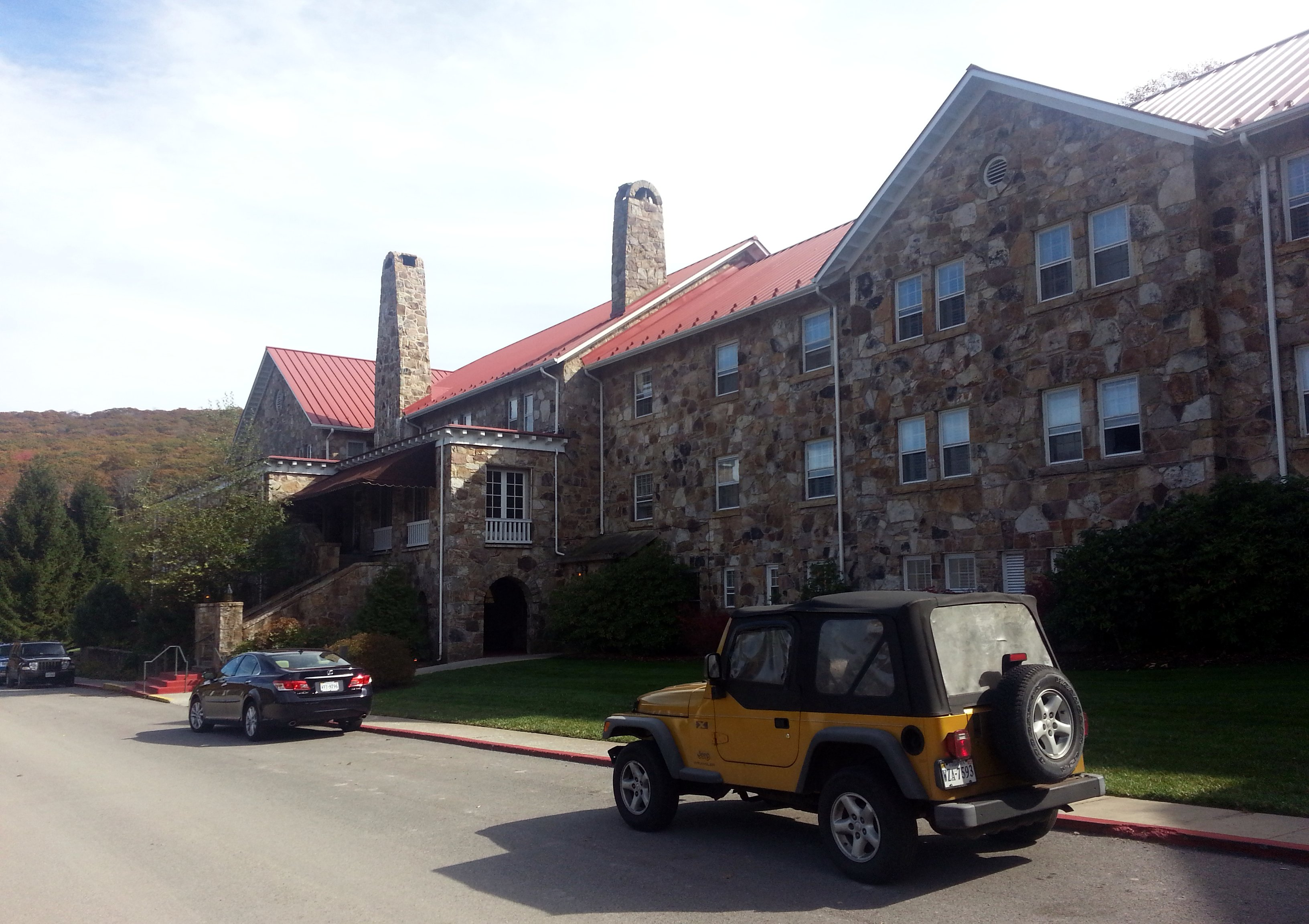
Mountain Lake Hotel, Virginia, el lugar de rodaje del Kellerman's Hotel

La fotografía principal de Dirty Dancing tuvo lugar en Lake Lure, Carolina del Norte y Mountain Lake, Virginia. Las escenas en Lake Lure se filmaron en un antiguo campamento de Boy Scouts llamado Camp Occoneechee, que ahora es una comunidad residencial privada conocida como Firefly Cove. Estas escenas incluyeron escenas de baile en interiores, Baby cargando la sandía y practicando en las escaleras, la cabaña de Johnny, las cabañas del personal, la escena del golf donde Baby le pide a su padre 250 dólares y las famosas escenas del «tronco». La escena culminante del salto durante el baile final se filmó en el salón de baile del Lake Lure Inn. Las escenas rodadas en Mountain Lake incluyeron las cenas, el hotel Kellerman, los juegos de playa, las cabañas de la familia Houseman, la escena del ensayo del salto en las aguas del lago y Penny llorando en la cocina.
El rodaje de Dirty Dancing comenzó el 5 de septiembre de 1986 y duró sólo 43 días. La producción tuvo que luchar contra el mal tiempo, incluidas temperaturas exteriores de 105 grados Fahrenheit (40,6 °C). Con la cámara y el equipo de iluminación necesarios para rodar la temperatura en el interior podría alcanzar los 120 grados Fahrenheit (48,9 °C). Según el coreógrafo Kenny Ortega, un día 10 personas se desmayaron en los 25 minutos tras el rodaje. Paula Trueman se desmayó y fue llevada a la sala de emergencias local para recibir tratamiento por deshidratación. Patrick Swayze también requirió una visita al hospital; insistiendo en hacer sus propias acrobacias, se cayó varias veces del tronco durante la escena de «equilibrio» y se lesionó la rodilla de tal manera que tuvo que drenarse el líquido de la hinchazón.
Los retrasos en el cronograma de rodaje ocasionaron que el rodaje se prolongara hasta el otoño, lo que requirió que los decoradores del set pintaran con aerosol las hojas de otoño de color verde. El clima se volvió frío, lo que provocó que las temperaturas del lago descendieran a cerca de 40 grados Fahrenheit (4,4 °C) para la famosa escena de la natación, que se filmó en octubre. A pesar de lo que disfrutó de su personaje, Grey describió el agua como «horriblemente» fría, y probablemente no se habría metido en el lago de no ser porque era «joven y ansiosa».
Las relaciones entre las dos estrellas sufrieron cambios a lo largo del rodaje. Ya habían tenido problemas en su anterior película juntos, Red Dawn (1984), y resolvieron las cosas lo suficiente como para realizar una prueba de pantalla extremadamente positiva, pero esa cooperación inicial pronto se desvaneció y al poco tiempo estaban «enfrentándose» antes cada escena. Para abordar esto, el productor Bergstein y el director Ardolino obligaron a los protagonistas a volver a ver sus pruebas de pantalla previas al rodaje en las que tenían una química «impresionante». La idea tuvo el efecto deseado y Swayze y Gray pudieron regresar a la película con energía y entusiasmo renovados.
Algunas de las escenas de la película fueron improvisadas. Por ejemplo, en la escena en la que Grey debía colocarse de espaldas a Swayze y poner su brazo detrás de su cabeza mientras él pasaba los dedos por su brazo, Gray, que estaba exhausta, encontró que el movimiento le hacía cosquillas por lo que no podía dejar de reírse cada vez que Swayze lo intentaba, y este se molestó. La escena se encontró en la sala de edición y los productores decidieron que funcionaba tal y como estaba por lo que la incluyeron completa en la película, con las risitas de Grey y la expresión molesta de Swayze. Esta escena resultó ser una de las más famosas de la película, convirtiéndose, como dijo el coreógrafo Kenny Ortega, «en uno de los momentos más delicados y reales de la película».

### Posproducción
El rodaje terminó el 27 de octubre de 1986, tanto a tiempo como dentro del presupuesto. Sin embargo, a nadie del equipo le gustó el corte preliminar que se preparó, y los ejecutivos de Vestron estaban convencidos de que la película sería un fracaso. El treinta y nueve por ciento de las personas que vieron la película no se dieron cuenta de que el aborto era la trama secundaria. En mayo de 1987, la película se proyectó para el productor Aaron Russo. Según el ejecutivo de Vestron, Mitchell Cannold, la reacción de Russo al final fue decir simplemente: «Queme el negativo y cobre el seguro».
Surgieron más disputas sobre si se podía encontrar un patrocinador corporativo para promocionar la película. A los especialistas en marketing del producto para el acné Clearasil les gustó la película, ya que la vieron como un vehículo para llegar a un público objetivo adolescente. Sin embargo, cuando supieron que la película contenía una escena de aborto, pidieron que se cortara esa parte de la trama. Como Bergstein se negó, se abandonó la promoción de Clearasil. En consecuencia, Vestron promocionó la película ellos mismos e inicialmente apuntó a un estreno en julio antes de programar el estreno para el 16 de agosto de 1987. Los ejecutivos de Vestron habían planeado estrenar la película en los cines durante un fin de semana y luego en video casero, ya que Vestron había estado en el negocio de distribución de videos antes de la producción de películas.

## Recepción

### Respuesta de la crítica
El agregador de reseñas Rotten Tomatoes otorga a la película una calificación del 70 % según las reseñas de 74 críticos y una calificación promedio de 6.30/10. El consenso crítico del sitio dice: «Al igual que sus encantadores personajes, Dirty Dancing usa una coreografía impresionante y el poder de la canción para superar una serie de obstáculos formidables». Metacritic, otro agregador de reseñas, asignó a la película una puntuación media ponderada de 65 de 100, basado en 20 críticos, indicando «críticas generalmente favorables». El público encuestado por CinemaScore le dio a la película una calificación promedio de «A−» en una escala de A+ a F.
The New York Times describió la película como «una metáfora de Estados Unidos en el verano de 1963: ordenada, próspera, repleta de buenas intenciones, una especie de Camelot con inflexión yiddish». Otras críticas fueron más variadas: Gene Siskel dio la filmó un «pulgar hacia arriba marginal» porque le gustó la actuación de Jennifer Grey y el desarrollo de su personaje, mientras que Roger Ebert le dio «pulgar hacia abajo» debido a su «trama idiota», calificándola de «historia de amor cansada e implacablemente predecible entre niños de diferentes orígenes». La revista Time fue tibia y dijo: «Si el final del guión de Eleanor Bergstein es demasiado claro e inspirador, la energía áspera de la canción y el baile de la película lo lleva a uno, más allá de las dudas susurradas de mejor juicio». En una revisión retrospectiva, Irin Carmon de Jezebel calificó la película como «la mejor película de todos los tiempos» como «una gran y valiente película para mujeres» con «algunas críticas sutiles, retrospectivamente agudas de clase y género».
Los defensores del derecho al aborto han llamado a la película el «estándar de oro» para las representaciones cinematográficas del aborto, que el autor Yannis Tzioumakis describió como que ofrece una «representación compasiva del aborto en la que la mujer que busca un aborto no fue satanizada y la principal preocupación era su salud y preservar su capacidad de tener hijos en el futuro en lugar del dilema ético que podría o no informar su decisión, una representación que no está necesariamente disponible en las películas actuales».
La película atrajo a audiencias adultas en lugar de los adolescentes esperados, y los espectadores calificaron la película como muy alta. Muchos cinéfilos, después de ver la película una vez, volvieron al cine para verla por segunda vez. La promoción de boca en boca llevó a la película a la posición número uno en los Estados Unidos y en 10 días había superado la marca de los US$10 millones. Para noviembre, también estaba alcanzando la fama internacional. Dentro de los siete meses posteriores al lanzamiento, había recaudado US$63 millones en los EE. UU. y aumentó la asistencia a clases de baile en todo Estados Unidos. Fue una de las películas más taquilleras de 1987, ganando 170 millones de dólares en todo el mundo.
La popularidad de la película siguió creciendo después de su lanzamiento inicial. Fue el alquiler de video número uno de 1988 y se convirtió en la primera película en vender un millón de copias en video. Cuando se relanzó la película en 1997, diez años después de su lanzamiento original, Swayze recibió su propia estrella en el Paseo de la Fama de Hollywood, y los videos todavía se vendían a un ritmo de más de 40 000 por mes. A partir de 2005, vendía un millón de DVDs por año, con más de diez millones de copias vendidas a partir de 2007.
Una encuesta de mayo de 2007 realizada por Sky Movies de Gran Bretaña incluyó a Dirty Dancing como el número uno en las «películas más vistas por mujeres», por encima de la trilogía de Star Wars, Grease, The Sound of Music y Pretty Woman. La popularidad de la película también ha provocado que se la llame «Star Wars para niñas».
La música de la película también ha tenido un impacto considerable. La canción de cierre, «(I've Had) The Time of My Life», ha sido catalogada como la «tercera canción más popular tocada en funerales» en el Reino Unido.
En octubre de 2021, en medio de una disputa sobre el aborto en Texas, la revista The Hollywood Reporter recomendó la película como una revisión del aborto en la industria cinematográfica. Angie Han, que escribe para la revista, destacó la escritura de la película por parte de Eleanor Bergstein.

### Premios y nominaciones

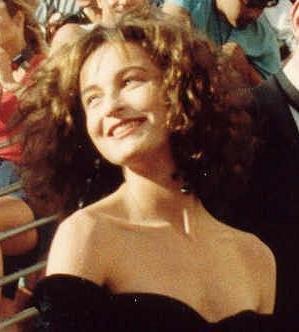
Jennifer Grey en los Academy Awards de 1988

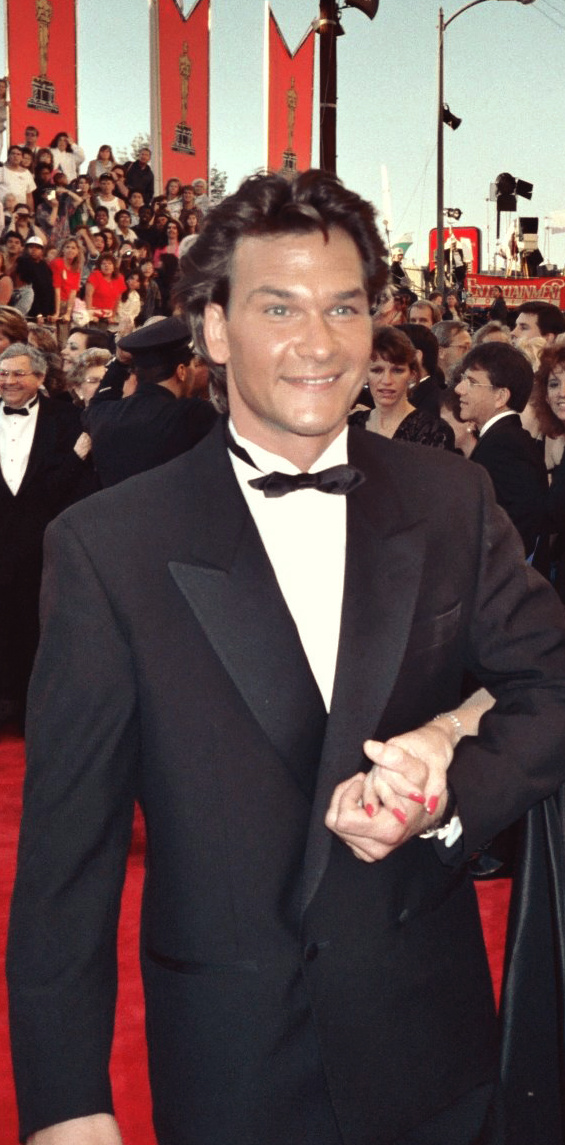
Swayze en los Emmy Awards de 1989

Dirty Dancing se hizo acreedora de varios galardones y nominaciones.
| Año  | Premio                                       | Categoría                                                               | Receptor(es)                     | Resultado |
| ---- | -------------------------------------------- | ----------------------------------------------------------------------- | -------------------------------- | --------- |
| 1987 | Premios Óscar                                | Mejor canción original                                                  | «(I've Had) The Time of My Life» | Ganadora  |
| 1987 | Festival de cine americano de Deauville      | Premio de la crítica                                                    | Emile Ardolino                   | Nominado  |
| 1988 | Premios Globo de Oro                         | Mejor canción original                                                  | «(I've Had) The Time of My Life» | Ganadora  |
| 1988 | Premios Globo de Oro                         | Mejor película - Comedia o musical                                      |                                  | Nominada  |
| 1988 | Premios Globo de Oro                         | Mejor actor - Comedia o musical                                         | Patrick Swayze                   | Nominado  |
| 1988 | Premios Globo de Oro                         | Mejor actriz - Comedia o musical                                        | Jennifer Grey                    | Nominada  |
| 1988 | Premios Grammy                               | Mejor actuación pop vocal de grupo o dúo                                | Bill Medley y Jennifer Warnes    | Ganadores |
| 1988 | Premios Grammy                               | Mejor canción escrita para una película, televisión u otro medio visual | «(I've Had) The Time of My Life» | Nominada  |
| 1988 | Premios Independent Spirit                   | Mejor ópera prima                                                       |                                  | Ganadora  |
| 1988 | Premios Nickelodeon's Choice                 | Actor de cine favorito                                                  | Patrick Swayze                   | Nominado  |
| 1988 | Premios Amanda                               | Mejor película extranjera                                               |                                  | Ganadora  |
| 1988 | Goldene Leinwand (Pantalla Dorada, Alemania) | Pantalla Dorada                                                         |                                  | Ganadora  |
| 1988 | Goldene Leinwand (Pantalla Dorada, Alemania) | Pantalla Dorada con una estrella                                        |                                  | Ganadora  |
| 1989 | Premios ASCAP de Cine y Televisión           | Canción más interpretada                                                | «(I've Had) The Time of My Life» | Ganadora  |
| 1989 | Premios ASCAP de Cine y Televisión           | Canción más interpretada                                                | «Hungry Eyes»                    | Ganadora  |
| 1989 | Premios BMI Film & TV                        | Canción más interpretada de una película                                | «(I've Had) The Time of My Life» | Ganadora  |
| 2008 | Premios TV Land                              | Mejor escena de baile                                                   | I Had the Time of My Life        | Ganadora  |

Listas del Instituto de Cine Americano
Además de los premios anteriormente mencionados, Dirty Dancing ha sido incluida en varias de las listas que el Instituto de Cine Americano elabora desde 1998, en las que se recopila lo mejor del cine estadounidense.
- AFI's 100 años... 100 pasiones (2002)
  - 93.º Dirty Dancing[78]
- AFI's 100 años... 100 canciones (2004)
  - 86.º (I've Had) The Time of My Live[79]
- AFI's 100 años... 100 frases (2005)
  - 98.º «No dejaré que nadie te arrincone»[80]

## Legado
Varias imágenes y líneas de la película se han abierto camino en la cultura popular. La línea de Johnny Castle, «Nadie pone a Baby en un rincón», se ha utilizado en letras de canciones, como título del episodio «Nadie pone a Baby en un rincón» de la serie de televisión Veronica Mars, y como título de una canción de Fall Out Boy. «Nadie arrincona a Baby» también se citó en Supernatural: cuando Dean dice la línea sobre su amado Impala y su hermano Sam responde que la línea es de una película de Swayze; Dean responde: «Swayze siempre consigue un pase». La línea fue parodiada en el webcomic Looking for Group donde Richard, uno de los personajes principales, pronunció una variación que involucraba su propio nombre, y en Family Guy, donde los padres de Baby parodiaron la escena cuestionando a Johnny debido a su juventud. En Suecia, el grupo de arte feminista Sisters of Jam puso el texto "Nadie pone a Baby en un rincón" (en inglés) con luces de neón blancas en Umeå Bus Square (2008) y en la Universidad de Karlstad (2012).
Family Guy también parodia la escena en la que Baby ve por primera vez a Johnny bailando con el personal. En la serie de televisión Cómo conocí a su madre, Barney Stinson intenta hacer pasar la historia de Dirty Dancing como la historia de su propia pérdida de la virginidad porque se avergüenza de su historia real; La escena original de «Love is Strange» se muestra con Barney reemplazando a Johnny.
La famosa escena del ascensor también es ampliamente referenciada en la cultura popular. En la película de 2011 Crazy, Stupid, Love, el personaje de Ryan Gosling puede realizar el "movimiento de Dirty Dancing" y lo hace con el personaje de Emma Stone. En 2015, UnitedHealthcare lanzó un comercial con una pareja bailando e intentando realizar el "ascensor". [89] En la telenovela Coronation Street, se ensayó la famosa secuencia de baile en ascensor para la boda de Steve McDonald y Tracy Barlow en 2018 y también se interpretó en "The Time of My Life" como en la película.
La película francesa Heartbreaker (2010) rinde homenaje a la película, como detalle argumental, con la proyección de algunos fragmentos de la película y una "recreación" de los dos personajes principales de la escena del "ascensor".
En el primer episodio de la serie de televisión New Girl, la protagonista femenina Jess mira la película repetidamente después de su ruptura. Jess continúa viendo la película repetidamente después de varias rupturas a lo largo de la serie.
El complejo donde se filmó Dirty Dancing tiene actividades temáticas de fin de semana, como clases de baile, visitas guiadas, proyecciones de películas, fiestas y juegos en el jardín. [90]
La película se proyecta anualmente para los estudiantes de primer año entrantes en Mount Holyoke College, específicamente para la línea "El bebé comenzará Mount Holyoke en el otoño". [91]